# An Bình, Đài Nam

Vị trí tại Đài Nam

An Bình (tiếng Trung: 安平區; bính âm: Ānpíng Qū; Wade–Giles: An-p'ing Ch'ü; Bạch thoại tự: An-pêng-khu) là một khu (quận) của thành phố Đài Nam, Trung Hoa Dân Quốc (Đài Loan). Trong thời kỳ Nhật Bản chiếm đóng Đài Loan, An Bình là một nơi được phép giao thương giữa Đài Loan thuộc Nhật và Trung Quốc. An Bình vốn là một hòn đảo nhỏ nằm ngoài bờ biển đảo Đài Loan cho đến thế kỷ 19, khi eo biển giữa đảo và đất liền được bồi lắng. An Bình có diện tích 11,2191 km², dân số vào tháng 8 năm 2011 là 63.372 người thuộc 23.546 hộ gia đình, mật độ cư trú đạt 5648,6 người/km².